# Alfons Zitterbacke – Das Chaos ist zurück
Alfons Zitterbacke – Das Chaos ist zurück ist ein deutscher Kinderfilm aus dem Jahr 2019. Er basiert auf Motiven der Kinderbuchreihe Alfons Zitterbacke von Gerhard Holtz-Baumert.

## Handlung
Der elfjährige Alfons Zitterbacke besucht ein Gymnasium in Halle (Saale) und träumt davon, Astronaut auf der ISS zu werden. Er ist ein Pechvogel und bei seinen Mitschülern unbeliebt. Nur sein bester Freund Benni und die neue Mitschülerin Emilia stehen auf seiner Seite. Als in der Schule ein Flugobjektewettbewerb ausgeschrieben wird, sieht sich Alfons seinem Berufswunsch näher.
Als seine Projektidee, eine selbst gebaute Drohne, gestohlen wird und er wegen eines in der Schule schiefgegangenen Chemieexperimentes von der Schule zu fliegen droht, verlässt ihn der Mut. Seine Eltern und seine Freunde schaffen es, ihn trotz aller Rückschläge neu zu motivieren, und seine Teilnahme am Wettbewerb wird ein Erfolg.

## Hintergrund
Alfons Zitterbacke – Das Chaos ist zurück ist die dritte Verfilmung, die auf Motiven der Kinderbuchreihe basiert, nach dem Kinofilm Alfons Zitterbacke von 1966 (Regie: Konrad Petzold) und der sechsteiligen Fernsehserie Alfons Zitterbacke von 1986 (Regie: Andreas Schreiber). Helmut Rossmann, Darsteller des Alfons Zitterbacke aus der Verfilmung von 1966, hat hier einen Gastauftritt als Wurstverkäufer.
Der Film wurde im Sommer 2018 überwiegend in Halle (Saale) und Umgebung gedreht, unter anderem am Christian-Wolff-Gymnasium (das im Film nach Sigmund Jähn benannt wurde) und im Nordbad. Ein weiterer Drehort war Merseburg. Seine Weltpremiere erlebte er am 6. April 2019 in Halle; deutschlandweiter Kinostart war am 11. April 2019.
Seine Free-TV-Premiere hatte der Film am 3. April 2021 auf Das Erste.
Eine drei Jahre später spielende Fortsetzung unter dem Titel Alfons Zitterbacke – Endlich Klassenfahrt! drehte Mark Schlichter im Jahr 2021 unter anderem in Löbejün, Ostrau und in Ückeritz. Kinostart war der 7. Juli 2022.

## Kritiken
Filmstarts.de urteilt, Regisseur Schlichter lege „ein Kinderabenteuer vor, das nach seinem Transport in die Jetztzeit allerdings ähnliche Schwachpunkte aufweist, wie viele andere um Aktualität bemühte Familienfilmproduktionen auch“. „Vor allem ganz junge Zuschauer werden die ausladenden Slapstick-Eskapaden zu schätzen wissen. Das Potenzial der im Kern vielversprechenden Geschichte wird hingegen kaum ausgeschöpft.“
TV Spielfilm urteilte: „Die moderne Version bemüht sich, eng an der Vorlage zu bleiben, doch wirkt vieles nicht charmant altmodisch, sondern einfach nicht mehr zeitgemäß.“ und attestierte dem Film „nette Ideen, aber keine gelungene Neufassung“.